# Leroy Carr
Pour les articles homonymes, voir Carr.
 (février 2020).
Leroy Carr (Nashville 27 mars 1905 - 29 avril 1935) est un pianiste, chanteur et compositeur de blues.

## Biographie
Sa famille déménage à Indianapolis en 1912 et il apprend le piano par lui-même en écoutant le pianiste Ollie Akins. En 1922 il devient musicien professionnel et bootlegger (vendeur d'alcool illégal) occasionnel.
Il va en prison en 1925, mais reprend le piano un an plus tard dans les boîtes de jazz d'Indianapolis, où il rencontrera Francis "Scrapper" Blackwell, guitariste occasionnel et bootlegger à plein temps. Ils commencent à jouer ensemble et leur réputation franchit la frontière de la ville d'Indianapolis.
En 1928 Carr et Blackwell enregistrent How Long How Long Blues, qui est un succès et fait la réputation des deux compères. Ils enregistreront d'autres morceaux  : Naptown Blues, We're Gonna Rock, Corn Licker Blues... Malheureusement la propension de Leroy Carr pour le whiskey lui sera fatale. Il enregistre son dernier disque en
février 1935 au titre prophétique Six Cold Feet in the Ground et meurt deux mois plus tard, probablement de cirrhose. Blackwell entre dans une période de dépression, joue encore un peu de musique, mais arrête rapidement.

## Discographie
- 1928 - Complete Recorded Works, Vols. 1-3 (1928-1932)
- 1929 - Leroy Carr & Scrapper Blackwell (1929-1935)
- 1930 - The Piano Blues 1930-1935
- 1962 - Blues Before Sunrise Portrait
- 1973 - Singin' the Blues, 1934
- 1988 - Naptown Blues (1929-1934)
- 1989 - Leroy Carr & Scrapper Blackwell (1930-1958)
- 1992 - Complete Recorded Works, Vol. 1 (1928-1929)
- 1992 - Complete Recorded Works, Vol. 2 (1929-1930)
- 1992 - The Piano Blues, Vol. 2
- 1994 - Complete Recorded Works, Vol. 3 (1930-1932)
- 1994 - Southbound Blues
- 1995 - Hurry Down Sunshine
- 1996 - Complete Recorded Works, Vol. 4 (1932-34)
- 1996 - Complete Recorded Works, Vol. 5 (1934)
- 1996 - Complete Recorded Works, Vol. 6 (1934-35)
- 1996 - Unissued Test Pressings & Alternate Takes (1934-37)
- 1998 - How Long Blues 1928-1935
- 1999 - American Blues Legend
- 1999 - Sloppy Drunk
- 2001 - P-Vine Presents 21 Blues Giants
- 2003 - The Essential
- 2004 - Prison Bound Blues
- 2004 - The Best of Leroy Carr
- 2004 - Whiskey Is My Habit, Women Is All I Crave: The Best of Leroy Carr